# 歐利米登戰役 (前190年)
歐利米登戰役（Battle of Eurymedon），也被稱為錫德戰役，是羅德島和塞琉古海軍在小亞細亞海域，臨近歐里梅敦河出海口的一場海戰，塞琉古艦隊指揮官是迦太基名將漢尼拔，這場海戰羅德島的勝利是雙方海軍勢力的重要轉折。

## 背景
前192年羅馬-敘利亞戰爭爆發，當時的海軍強國羅德島加入羅馬陣營，羅馬海軍與羅德島的聯合艦隊並在前191年科律克索戰役擊敗塞琉古海軍。塞琉古國王安條克三世試圖重建他的海軍，更派遣當時流亡到塞琉古的迦太基名將漢尼拔前往腓尼基組建另一支艦隊。面對強大的羅馬聯合艦隊，安條克三世計畫能在海戰中擊敗羅馬同盟艦隊來使聯軍分散，再分別一一擊破，起初的局勢就如同安條克的盤算般發展。雖然羅馬和他的盟國相當提防漢尼拔的艦隊，但無法把所有的戰船來集中在一處作戰，而且大西庇阿的弟弟盧基烏斯·科爾內利烏斯·西庇阿所率領的羅馬陸軍主力正要橫越達達尼爾海峽，他們極需海軍協助，使帕加馬國王歐邁尼斯二世和他的的艦隊不得不在北愛琴海支援陸軍行動，如此一來，歐德孟斯所率領的羅德島艦隊便被派往東方海域來對付漢尼拔這個新的威脅。

## 戰鬥過程
然而，對不幸的漢尼拔而言，他這隻艦隊在設計之初就是要對付羅馬海軍的戰法，完全並不是要與羅德島的海軍作戰，因為羅馬戰艦不是傳統的撞擊戰法，而是利用自身陸戰上的優勢來打海戰，首先用船艦的繩索把對方船隻勾住，羅馬士兵再登上敵艦進行接舷戰。為了與這種羅馬戰術對抗，漢尼拔建造47艘大型戰艦，總計有3艘七列槳座戰船、4艘六列槳座戰船、30艘五列槳座戰船和四列槳座戰船以及10艘三列槳座戰船，並專注於防禦接舷戰。然而傳統的船隻撞擊戰法是完全依靠水手和指揮的素質，而羅德島在此戰法擁有相當大的優勢。
戰鬥起初，漢尼拔所率領的塞琉古左翼艦隊仍有好的進展，但在塞琉古右翼的指揮官阿波羅尼奧斯卻無法抵擋羅德島船隻的進攻，頻頻要求支援，當漢尼拔收到消息要做出回應時自身左翼開始出現危機，就這樣塞琉古兩翼的艦隊雙雙遭到擊破，很快的整支艦隊開始潰散，羅德島艦隊獲得勝利。

## 戰後
戰後關於船艦的損失不是很清楚，古羅馬的歷史學家蒂托·李維記載塞琉古損失25艘戰船，另有2艘戰船失蹤。這場戰役使漢尼拔的艦隊無法再進行戰鬥，而歐德孟斯所率領的羅德島艦隊可以與羅馬主力艦隊會合，與另一支塞琉古艦隊在決定性的邁昂尼蘇斯戰役交戰。